# Калаглійська сільська рада
Калаглійська сільська́ ра́да — колишня адміністративно-територіальна одиниця та орган місцевого самоврядування в Овідіопольському районі Одеської області. Адміністративний центр — село Калаглія.

## Історія
Одеська обласна рада рішенням від 9 лютого 2001 року в Овідіопольському районі взяла на облік село Калаглія та утворила Калаглійську сільраду з центром у селі Калаглія.

## Населені пункти
Сільській раді були підпорядковані населені пункти:
- с. Калаглія

## Населення
За переписом населення України 2001 року в сільській раді мешкали 1502 особи.

### Мова
Розподіл населення за рідною мовою за даними перепису 2001 року:
| Мова       | Відсоток |
| ---------- | -------- |
| українська | 88,84 %  |
| російська  | 9,70 %   |
| молдовська | 1,06 %   |
| болгарська | 0,20 %   |
| білоруська | 0,07 %   |
| вірменська | 0,07 %   |
| угорська   | 0,07 %   |

## Склад ради
До складу ради входять 16 депутатів та голова

### Депутати
За результатами місцевих виборів 2010 року депутатами ради стали:

#### За суб'єктами висування
| Суб'єкт висування              | Кількість обраних депутатів | %    |
| ------------------------------ | --------------------------- | ---- |
| Партія регіонів                | 8                           | 50   |
| Самовисування                  | 7                           | 43,8 |
| Політична партія «За Україну!» | 1                           | 6,3  |

#### За округами
| № округу                       | Прізвище, ім'я, по батькові   | Дата визнання обраним | Освіта             | Партійна приналежність                        | Відомості про обраного депутата                      |
| ------------------------------ | ----------------------------- | --------------------- | ------------------ | --------------------------------------------- | ---------------------------------------------------- |
| Партія регіонів                |                               |                       |                    |                                               |                                                      |
| 3                              | Заволока Василь Петрович      | 03.11.2010            | середня спеціальна | позапартійний                                 | приватний підприємець                                |
| 4                              | Узунова Євгенія Іванівна      | 03.11.2010            | вища               | член Партії регіонів                          | Калаглійська сільська рада, касир                    |
| 7                              | Верховод Микола Андрійович    | 03.11.2010            | середня спеціальна | член Партії регіонів                          | Іллічівський порт, охоронець                         |
| 8                              | Демченко Іван Пилипович       | 03.11.2010            | вища               | позапартійний                                 | пенсіонер                                            |
| 10                             | Чумак Валентина Василівна     | 03.11.2010            | вища               | член Партії регіонів                          | Калаглійська сільська рада, секретар                 |
| 12                             | Зозуля Віктор Петрович        | 03.11.2010            | вища               | позапартійний                                 | ТОВ «Кришталь», директор                             |
| 14                             | Каранфілова Тетяна Кирилівна  | 03.11.2010            | вища               | член Партії регіонів                          | Калаглійська загальноосвітня школа, вчитель          |
| 15                             | Антипенко Едуард Васильович   | 03.11.2010            | вища               | член Партії регіонів                          | Миколаївська загальноосвітня школа, вчитель          |
| Політична партія «За Україну!» |                               |                       |                    |                                               |                                                      |
| 11                             | Демянюк Іван Іванович         | 03.11.2010            | вища               | член Політичної партії «За Україну!»          | студент                                              |
| Самовисування                  |                               |                       |                    |                                               |                                                      |
| 1                              | Непомящий Олександр Федорович | 03.11.2010            | вища               | позапартійний                                 | Калаглійський ветеринарний пункт, ветеринарний лікар |
| 2                              | Кирпач Сергій Миколайович     | 03.11.2010            | середня            | член Партії регіонів                          | тимчасово не працює                                  |
| 5                              | Вархоляк Анатолій Гаврилович  | 03.11.2010            | вища               | член Політичної партії «Наша Україна»         | ТОВ «Рісойл», робітник                               |
| 6                              | Кучеренко Микола Степанович   | 03.11.2010            | вища               | позапартійний                                 | ТОВ «Істарома», агроном                              |
| 9                              | Смоловик Сергій Сергійович    | 03.11.2010            | середня спеціальна | позапартійний                                 | Іллічівський порт, пожежник                          |
| 13                             | Донець Оксана Михайлівна      | 03.11.2010            | вища               | позапартійна                                  | тимчасово не працює                                  |
| 16                             | Живило Володимир Петрович     | 03.11.2010            | вища               | член Всеукраїнського об'єднання «Батьківщина» | пенсіонер                                            |